# Kazuya Shiotsuki
Kazuya Shiotsuki (潮月一也 Shiotsuki Kazuya?) es un animador y diseñador de personajes japonés.

## Carrera
Shiotsuki se unió a Hadashi Pro a principios de la década de 2000 como animador novato. A los pocos años, dejó el estudio y se unió a Shaft alrededor de 2003. Inicialmente, Shiotsuki continuó con el trabajo intermedio, pero fue ascendido a animador clave al cabo de un año; y en 2006 ya hacía trabajos de dirección de animación. En 2008, Shiotsuki consiguió su primer trabajo como diseñador de personajes para uno de los vídeos musicales de Shina Dark. Poco después, se involucró más con los trabajos de Shaft como miembro principal del personal, asumiendo una variedad de roles diferentes, desde diseñador de accesorios hasta director jefe de animación, etc. Sin embargo, su primer trabajo de diseño de personajes para un anime televisivo se produjo en 2015, cuando diseñó los personajes de Kōfuku Graffiti. En 2022, diseñó los personajes de la serie derivada de Strike Witches, Luminous Witches.
Shiotsuki mencionó a su colega de Shaft, Nobuhiro Sugiyama, como una influencia particular en su estilo. La primera temporada de Nisekoi, para la cual Sugiyama dibujó los diseños y actuó como director jefe de animación junto a Shiotsuki, obtuvo elogios de este último, quien describió las imágenes clave y las hojas de personajes como "divinas".

## Trabajos

### Series de televisión
| Año  | Título                                             | Director(es)                                               | Estudio                    | Funciones | Refs.         |
| ---- | -------------------------------------------------- | ---------------------------------------------------------- | -------------------------- | --- | ------------- |
| 2006 | Negima!?                                           | Shin Ōnuma Akiyuki Shinbo                                  | Shaft GANSIS               | Animación clave | [ 5 ]         |
| 2007 | Hidamari Sketch                                    | Akiyuki Shinbo Ryōki Kamitsubo                             | Shaft                      | Director de animación (#7)                                                                                         | [ 6 ]         |
| 2007 | ef: A Tale of Memories.                            | Shin Ōnuma                                                 | Shaft                      | Director de animación (#2, 12) Animación clave (#1, 7, 10, 12; OP)                                                 | [ 7 ]         |
| 2008 | Hidamari Sketch x 365                              | Akiyuki Shinbo                                             | Shaft                      | Director de animación (#5, 13) Animación clave (#6)                                                                | [ 8 ]         |
| 2008 | ef: A Tale of Melodies.                            | Shin Ōnuma                                                 | Shaft                      | Director de animación (#6) Director de animación asistente (#12) Animación clave (#3, 6, 10; OP)                   | [ 9 ]         |
| 2009 | Maria†Holic                                        | Yukihiro Miyamoto Akiyuki Shinbo                           | Shaft                      | Director de animación (#1 coop., 4, 67)                                                                            | [ 10 ]        |
| 2009 | Natsu no Arashi!                                   | Shin Ōnuma Akiyuki Shinbo                                  | Shaft                      | Director de animación (#7, 9) Director de animación asistente (#1, 6, 12-13) Animación clave (#1, 6, 12-13)        | [ 11 ]        |
| 2009 | Bakemonogatari                                     | Tatsuya Oishi Akiyuki Shinbo                               | Shaft                      | Director de animación asistente (#5, 13)                                                                           | [ 12 ]        |
| 2009 | Natsu no Arashi! Akinaichū                         | Ken'ichi Ishikura (#8-13) Shin Ōnuma (#1-7) Akiyuki Shinbo | Shaft                      | Director de animación (#7, 9) Director de animación asistente (#1, 6, 12-13) Animación clave (#1, 6, 12-13)        | [ 13 ]        |
| 2010 | Hidamari Sketch x ☆☆☆                              | Ken'ichi Ishikura Akiyuki Shinbo                           | Shaft                      | Director de animación (#3, 7, 9, 11-12) Copreación de director de animación (#4, 8)                                | [ 14 ]        |
| 2010 | Arakawa Under the Bridge x Bridge                  | Yukihiro Miyamoto Akiyuki Shinbo                           | Shaft                      | Director de animación (#5, 13) Animación clave (#1)                                                                | [ 15 ]        |
| 2010 | Soredemo Machi wa Mawatteiru                       | Akiyuki Shinbo                                             | Shaft                      | Director de animación (#5, 7, 9) Segunda animación clave (#12)                                                     | [ 16 ]        |
| 2011 | Mahō Shōjo Madoka★Magica                           | Yukihiro Miyamoto Akiyuki Shinbo                           | Shaft                      | Director de animación (#3, 9-10) Director de animación asistente (#11) Animación clave (#9-10, 12; OP)             | [ 17 ]        |
| 2011 | Denpa Onna to Seishun Otoko                        | Akiyuki Shinbo Yukihiro Miyamoto                           | Shaft                      | Director de animación (#5, 9, 12) Director de animación asistente (#3, 6) Animación clave (#3, 5; OP)              | [ 18 ]        |
| 2012 | Nisemonogatari                                     | Tomoyuki Itamura Akiyuki Shinbo                            | Shaft                      | Director de animación (#1, 4, 9, 11) Segunda animación clave (#2) Animación clave (#1)                             | [ 19 ]        |
| 2012 | Hidamari Sketch x Honeycomb                        | Yūki Yase Akiyuki Shinbo                                   | Shaft                      | Guionista gráfico (#5) Director de animación (#1-2, 6, 9, 12) Animación clave (#1, 6, 9, 12; ED)                   | [ 20 ]        |
| 2013 | Monogatari Series: Second Season                   | Akiyuki Shinbo Tomoyuki Itamura                            | Shaft                      | Director de animación (#14, 16) Animación clave (#OP 3)                                                            | [ 21 ]        |
| 2014 | Nisekoi                                            | Akiyuki Shinbo Naoyuki Tatsuwa                             | Shaft                      | Director jefe de animación Guionista gráfico (#2, 6) Director de animación (#2) Animación clave (#1)               | [ 22 ]        |
| 2015 | Kōfuku Graffiti                                    | Akiyuki Shinbo Naoyuki Tatsuwa                             | Shaft                      | Diseño de personajes Director jefe de animación Director de animación (#OP) Animación clave (#1)                   | [ 2 ]         |
| 2015 | Nisekoi:                                           | Akiyuki Shinbo Naoyuki Tatsuwa                             | Shaft                      | Director jefe de animación                                                                                         | [ 23 ]        |
| 2015 | Owarimonogatari                                    | Akiyuki Shinbo Tomoyuki Itamura                            | Shaft                      | Guionista gráfico (#9)                                                                                             | [ 24 ]        |
| 2016 | Sangatsu no Lion                                   | Kenjirō Okada Akiyuki Shinbo                               | Shaft                      | Director jefe de animación (#2-5) Director de animación (#1) Diseño de ropa (#1–11) Diseñador de utilería (#12–22) | [ 25 ]        |
| 2017 | Sangatsu no Lion 2nd Season                        | Kenjirō Okada Akiyuki Shinbo                               | Shaft                      | Director jefe de animación Director de unidad (#OP 4)                                                              | [ 26 ] [ 27 ] |
| 2020 | Assault Lily Bouquet                               | Shōji Saeki                                                | Shaft                      | Director jefe de animación (#1-12) Director de animación (#1, 12; OP, ED 1-2) Diseño de subpersonajes              | [ 28 ] [ 29 ] |
| 2022 | Luminous Witches                                   | Shōji Saeki                                                | Shaft                      | Diseño de personajes Director jefe de animación                                                                    | [ 3 ]         |
| 2023 | Megami no Cafe Terrace                             | Satoshi Kuwabara                                           | Tezuka Productions (Shaft) | Director jefe de animación (#9)                                                                                    | [ 30 ]        |
| 2023 | Zom 100: Zombie ni Naru made ni Shitai 100 no Koto | Kazuki Kawagoe                                             | BUG FILMS                  | Director de animación (#3)                                                                                         | [ 31 ]        |
| 2025 | Ninja to Koroshiya no Futarigurashi                | Yukihiro Miyamoto                                          | Shaft                      | Guionista gráfico (#1) Director jefe de animación Director de animación (#1; OP) Diseño de personajes de animación | [ 32 ]        |

### Películas
| Año  | Título                                                                     | Director(es)                     | Estudio           | Funciones                             | Refs.  |
| ---- | -------------------------------------------------------------------------- | -------------------------------- | ----------------- | ------------------------------------- | ------ |
| 2002 | Detective Conan Movie 06: The Phantom of Baker Street                      | Kenji Kodama                     | TMS Entertainment | Animación intermedia                  | [ 33 ] |
| 2005 | Kino no Tabi: The Beautiful World - Nanika wo Suru Tame ni - Life Goes On. | Ryūtarō Nakamura                 | A.C.G.T           | Animación clave                       | [ 34 ] |
| 2012 | Mahō Shōjo Madoka★Magica Movie 1: Hajimari no Monogatari                   | Akiyuki Shinbo Yukihiro Miyamoto | Shaft             | Director de animación Animación clave | [ 35 ] |
| 2012 | Mahō Shōjo Madoka★Magica Movie 2: Eien no Monogatari                       | Akiyuki Shinbo Yukihiro Miyamoto | Shaft             | Animación clave                       | [ 36 ] |
| 2013 | Mahō Shōjo Madoka★Magica Movie 3: Hangyaku no Monogatari                   | Akiyuki Shinbo Yukihiro Miyamoto | Shaft             | Director de animación                 | [ 37 ] |
| 2017 | Uchiage Hanabi, Shita Kara Miru ka? Yoko Kara Miru ka?                     | Akiyuki Shinbo Nobuyuki Takeuchi | Shaft             | Animación clave                       | [ 38 ] |

### OVAs
| Año  | Título                                 | Director(es)                                               | Estudio | Funciones                       | Refs.  |
| ---- | -------------------------------------- | ---------------------------------------------------------- | ------- | ------------------------------- | ------ |
| 2008 | Shina Dark                             | Naoyuki Konno Shinpei Tomooka Shin Ōnuma Toshimasa Suzuki  | Shaft   | Diseño de personajes            | [ 1 ]  |
| 2013 | Hidamari Sketch: Sae & Hiro Graduation | Yūki Yase Akiyuki Shinbo                                   | Shaft   | Diseño de ropa (#1)             |        |
| 2014 | Nisekoi                                | Akiyuki Shinbo Naoyuki Tatsuwa                             | Shaft   | Director jefe de animación (#1) |        |
| 2015 | Magical Suite Prism Nana               | Yukihiro Miyamoto (#1) Seiya Numata (#2) Hajime Ōtani (#3) | Shaft   | Diseño de personajes (#1)       | [ 39 ] |

### Especiales
| Año  | Título                         | Director(es)      | Estudio | Funciones                                                                   | Refs.  |
| ---- | ------------------------------ | ----------------- | ------- | --------------------------------------------------------------------------- | ------ |
| 2010 | Hidamari Sketch x ☆☆☆ Specials | Akiyuki Shinbo    | Shaft   | Director de animación (#1, 2)                                               | [ 40 ] |
| 2011 | Hidamari Sketch x SP           | Akiyuki Shinbo    | Shaft   | Director de animación (#1b, 2b)                                             | [ 41 ] |
| 2023 | Go-Tōbun no Hanayome∽          | Yukihiro Miyamoto | Shaft   | Diseño de personajes Director jefe de animación Director de animación (#ED) | [ 42 ] |